# Champmotteux
Champmotteux ist eine französische Gemeinde mit 360 Einwohnern (Stand: 1. Januar 2022) im Département Essonne in der Region Île-de-France; sie gehört zum Arrondissement Étampes und zum Kanton Étampes. Die Einwohner werden Champmottois genannt.

## Geographie
Champmotteux liegt etwa 57 Kilometer südlich von Paris. Die Gemeinde liegt im Regionalen Naturpark Gâtinais français. Umgeben wird Champmotteux von den Nachbargemeinden Mespuits im Nordwesten und Norden, Gironville-sur-Essonne im Norden und Nordosten, Prunay-sur-Essonne im Nordosten und Osten, Boigneville im Osten, Le Malesherbois im Süden sowie Brouy im Südwesten und Westen.

## Bevölkerungsentwicklung
| Jahr                       | 1962 | 1968 | 1975 | 1982 | 1990 | 1999 | 2006 | 2019 |
| Einwohner                  | 165  | 139  | 136  | 198  | 220  | 241  | 308  | 370  |
| Quellen: Cassini und INSEE |      |      |      |      |      |      |      |      |

## Sehenswürdigkeiten

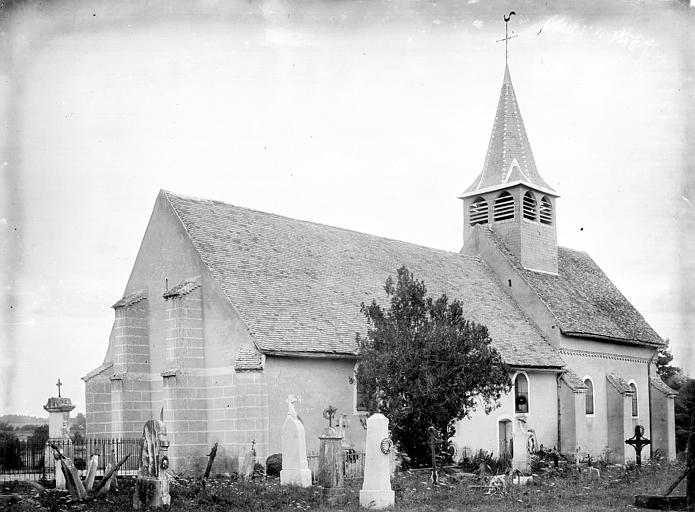
Kirche Sainte-Madeleine

- Kirche Sainte-Madeleine